# Rollmops

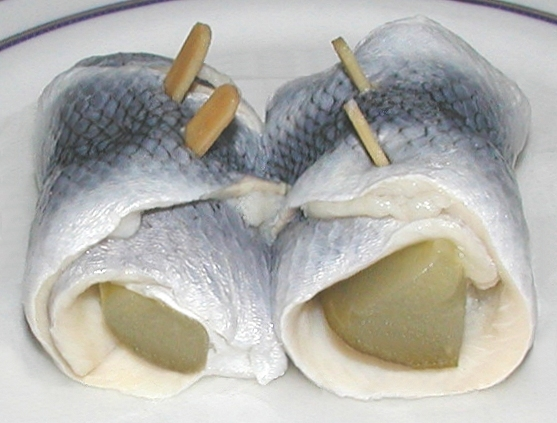
Rollmops.

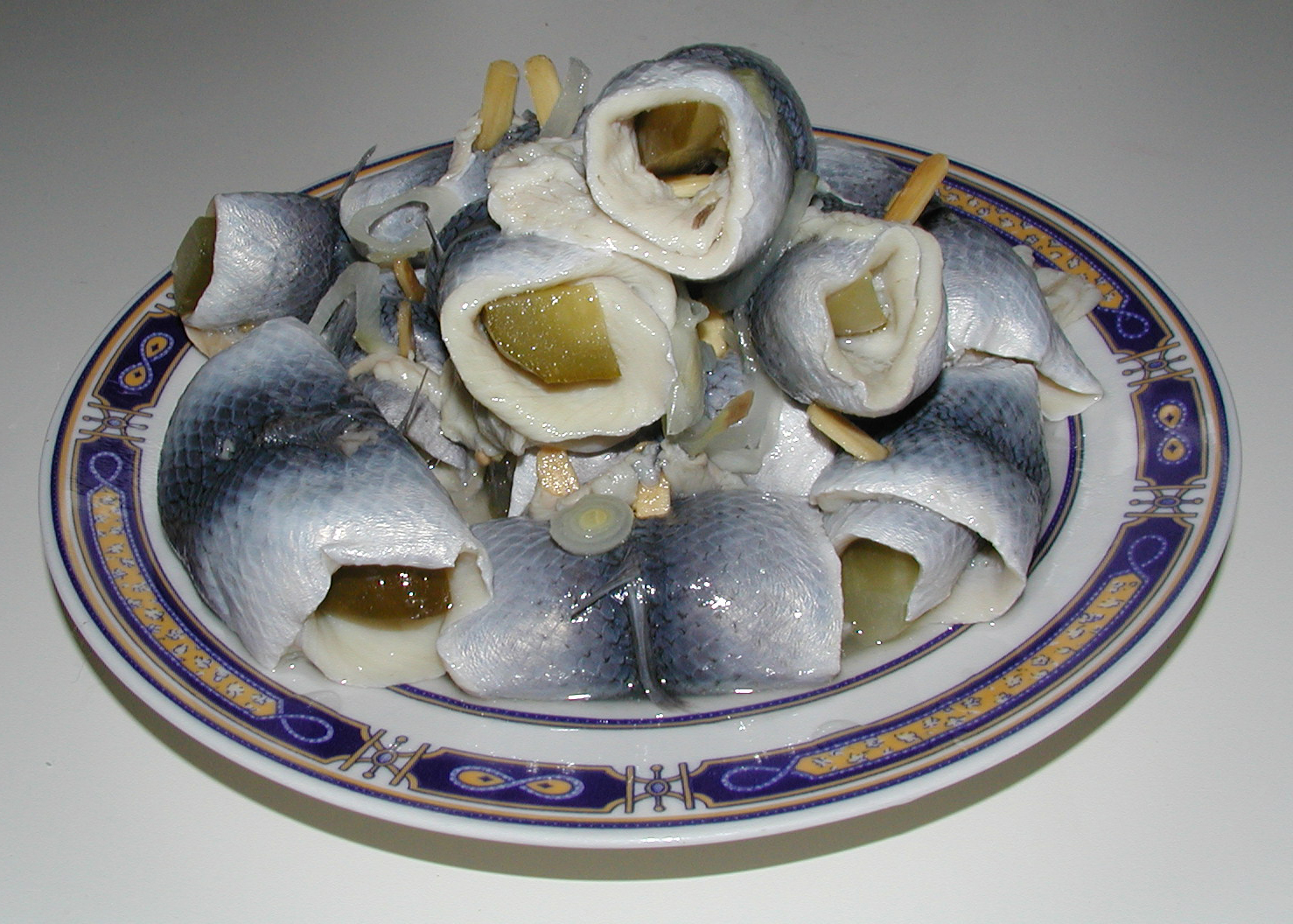
Rollmops.

El Rollmops es un aperitivo típico de Alemania consiste en un filete de arenque enrollado, en ocasiones alrededor de un pepinillo u otros motivos gastronómicos. El método de elaboración que se emplea para evitar que el filete de arenque recupere su posición original suele ser un simple palillo de madera. Los arenques empleados suelen ser marinados en vinagre, así como los pepinillos.

## Usos
Normalmente se toman acompañados de la bebida nacional alemana: la cerveza, acompañados de aros de cebolla crudos o marinados y finamente cortados. No se aconseja tomar con vinos debido a su contenido en vinagre.
- Datos: Q1424531
- Multimedia: Rollmops / Q1424531